# 是方博邦
是方 博邦（これかた ひろくに、1955年3月3日 - ）は、日本のギタリスト。大阪府出身、兵庫県神戸市育ち。通称コレちゃん。娘は、元ピアノ弾き語りシンガーソングライターの是方貴美子。

## 略歴
1975年、同郷の先輩ミュージシャン、大村憲司、"PONTA"こと村上秀一に誘われて上京後、彼らと組んだカミーノというグループでプロデビュー。1977年、中学時代の先輩だった桑名正博と再会し、彼のバックバンドのティアドロップスに参加。シングル「セクシャルバイオレットNo.1」のヒットで一時代を築いた。
ティアドロップス解散後、1980年、1981年の高中正義グループを経て、1982年に松岡直也グループに参加。1983年、全曲ギター中心のインスト曲で綴った初のソロアルバム『KOBE KOREKATA』を発表。1980年代以後はこのようにしてフュージョン・シーンにおいての活動の場が主となる。1987年、T-SQUAREの安藤まさひろとカシオペアの野呂一生を誘い、オットットリオなるギターセッションを組んだ。
また、1990年代からはテレビ番組にも進出。TBS『いかすバンド天国』のレギュラー審査員、テレビ東京『タモリの音楽は世界だ!』のホストバンドのマスターなどを務める。90年代半ば、鳴瀬喜博、難波弘之、東原力哉とのセッションで固めたバンド、野獣王国を結成。1997年、インディーズでCDデビューし、現在は、野獣王国、元T-SQUAREの則竹裕之、須藤満らと組んだコレノス、そしてソロではフュージョンに限らずに、一ギタリストとして様々なリーダープロジェクトやセッション・ワークを重ねている。
2005年、元PEARLのSHO-TAこと田村直美と二人でtamKoreを結成。2008年より、娘のシンガーソングライター・是方貴美子のサポートとしてもステージに立っている。
2013年3月6日、ソロデビュー30周年を記念した11年ぶりとなるソロアルバム『LIVE OF LIFE』を発売。フィーチャリング・ヴォーカル&作詞に石井一孝、ACE（聖飢魔II）、杉山清貴、田村直美が参加、ゲスト・ミュージシャンには、ギター（安藤正容、ACE、野呂一生）、キーボード（久米大作、榊原大、新澤健一郎、難波弘之）、ベース（IKUO、石川俊介（聖飢魔II）、グレッグ・リー、田中晋吾、鳴瀬喜博、バカボン鈴木）、ドラム（木村万作、ジェイ・スティックス、淳士、長谷川浩二、坂東慧）、パーカッション（大儀見元）が参加している。
また同時に1stアルバム『KOBE KOREKATA』、2ndアルバム『MELODY CITY』が初めてCD化され再発売となった。

## ディスコグラフィ

### ソロアルバム
- KOBE KOREKATA（1983年、ビクター音楽産業）
- MELODY CITY（1983年）
- LITTLE HORSEMAN（1986年）
- FISH DANCE（1987年）
- MR.HEART（1990年）
- KOREKATA（1993年）
- PLANET GUITARMAN（2001年）
- DANCER（2002年）
- LIVE OF LIFE（2012年）
- Waves（2021年）

### 企画アルバム
- KORE-CHAN'z『音楽は世界だ!』（1994年）※ソロ企画もの

### 野獣王国
- 野獣王国 LIVE（1997年）
- POWER JUNGLE（1998年）
- SWEET & THE BEAST（1999年）
- FULL FANTASY（2000年）
- CANDY（2002年）
- PEACE（2007年）

### KORENOS
- Asian Street Style（2004年）
- abracadabra（2005年）
- Live KORENOS（2007年）

### オットットリオ
- SUPER GUITAR SESSION HOT LIVE!（1988年）
- SUPER GUITAR SESSION RED LIVE!（1988年）
- TRIPTYCH（1998年）

### tamKore
- Acoustic lady land（2006年2月22日、株式会社ブレイブ）
- G2（2007年3月7日、エアリーミュージック）
- Sa･Ku･Ra（2008年4月7日、クロックウォーカー）

## 参加アルバ ム

### 参加グループでの全編参加作品
カミーノ
- CAMINO LIVE 1976（2004年）
- Deep Inside of CAMINO（2005年）

高中正義
- OCEAN BREEZE（1982年）

松岡直也
- 午後の水平線（1983年）
- WELCOME（1983年）

本多俊之&ラジオクラブ
- RADIO CLUB（1987年）
- SOMETHING COMMING ON（1988年）
- 東方見聞録（1989年）

堀井勝美プロジェクト
- HOT IS COOL（1987年）
- AVENUE OF ENTERTAINMENT（1987年）
- OCEAN DRIVE（1988年）
- FRONT AND REAR（1989年）

ジンサク
- VIVA!（1992年）

### ゲスト参加での作品
アリス
- ALICE IX 謀反（1981年）

西岡恭蔵
- NEW YORK TO JAMAICA（1981年）

ジンサク
- WIND LOVES US（1993年）
- BLAZE OF PASSION（1995年）

### プロデュース作品
古川もとあき
- SOUND LOCOMOTIVE（1992年）

## 著書

### 書籍
- 是方博邦『はじめてのロック・ギター』中央アート出版社（原著1984年1月）。ISBN 4886394515。
- 是方博邦『是方博邦のギターセミナー』東京音楽図書〈アーチストサウンド １〉（原著1994年12月）。ISBN 4636720024。

### 雑誌連載
- コレちゃんのDRIVINGギター（FM STATION）